# Aeroportul Regional Grand Junction
Aeroportul Regional Grand Junction (IATA: GJT, ICAO: KGJT, FAA LID: GJT) este un aeroport din Colorado, Statele Unite ale Americii ce deservește zona Grand Junction Metropolitan Statistical Area⁠(d). Aeroportul a fost tranzitat în 2019 de 500.032 de pasageri.
Situat la o altitudine de 1.481 m, aeroportul dispune de 2 piste.

## Infrastructură

### Piste
Aeroportul dispune de 2 piste. Pista 04/22 are suprafața de asfalt și dimensiunile 5.502 picioare × 75 picioare. Pista 11/29 are suprafața de asfalt și dimensiunile 10.501 picioare × 150 picioare. 